# Юкі Асуна
Юкі Асуна (яп. 結城明日奈, Yuuki Asuna) — головна герїня серії лайт-новел та аніме «Sword Art Online», також відома під ніком Асуна (яп. アスナ). Одна з десяти тисяч гравців, які були ув'язнені в смертельній VR MMORPG-відеогрі SAO.

## Біографія
Асуна — донька президента великої вигаданої японської корпорації «РЕКТО». Дівчина перебувала під натиском рідних, які вирішували за неї абсолютно все. Дівчинка виросла, не приймаючи власних рішень, повністю покладаючись на батьків, виконуючи всі їх вимоги, навіть якщо вони були занато жорстокі або ж суперечили її думці. Однак, дворічне перебування в онлайн грі без впливу зі сторони сім'ї сильно вплинуло на неї: Асуна переглянула своє ставлення до життя і стала однією з тих, хто проходить гру та намагається врятувати життя людей, заточених разом з нею.

### Sword Art Online
Потрапила в SAO Асуна за допомогою нейрошолому, який вона поцупила у брата, поки той був у діловій поїздці та не міг грати. Пістя того як виявилось, що гра смертельна, і невідомо, чи зможуть гравці взагалі повернутися в реальність, дівчина у відчаї замкнулася в готелі в початковому місті та навіть думала про самогубство. Проте через деякий час вона зібрала волю в кулак та приєднується до рейду на боса, де і зустрічає Кіріто, який дуже її вразив та змусив жити в цьому світі далі. Вона стає ключевою фігурою в проходженні гри та одружується з Кіріто.

### Alfheim Online
Після того, як гра була пройдена, Асуна не прийшла до тями, а продовжувала лежати в лікарні. Її просто перевели в іншу гру — Alfheim Online (ALO), яку викупила компанія її батька. Там вона перебувала в клітці та не була ігровим персонажем. А Кіріто намагався її врятувати, що в нього і вийшло, коли він отримав права адміністратора в цій грі.

## Сім'я

### Батько
Юкі Шьодзо — колишній директор компанії «РЕКТО». Чоловік похилого віку з коричневим волоссям. Регулярно відвідував Асуну, доки вона перебувала у лікарні.

### Мати
Юкі Кьоко — викладачка в університеті. Висока та підтягнута жінка середнього віку з коричневим коротким волоссям. Вона дуже сувора та має надзвичайно холодний погляд. Ненавидить визнавати свої помилки. До певного моменту була проти віртуальних ігор, вважаючи їх марною витратою часу, проте потім її думка, завдяки Асуні, змінилась.

### Брат
Юкі Коічіро виріс, як і вона, під тиском батьків, намагаючись виправдати їх очікування. Після школи вступив в університет та пішов з дому. Через деякий час почав працювати на батьковій фірмі.

## Зовнішність
Асуна — невисока, але дуже мила дівчина з довгим помаранчево-каштановим волоссям, яке доходить їй ледь не до колін. Очі у Асуни дуже виразні та вражають оточуючих передати всі відтінки почуттів дівчини одним лиш кольором горіха. Ніс маленький і акуратний, невеликий рот, тонкі довгі брови та чиста шкіра. В SAO Асуна носить біло-червону уніформу гільдії, відомої як «Лицарі крові». Форма у неї досить своєрідна: коротка червона спідниця з білою вузькою смужкою, червоно-біла блузка-плащ. Попереду частина плаща відсутня, що відкриває вид на високі червоно-білі панчохи дівчини. Поверх одягу у Асуни висить білий тонкий ремінь із пряжкою. На грудях дівчини знаходиться легкий обладунок — нагрудник. Юкі носить довгі білі рукавички з червоними смужками. Останньою деталлю одягу Асуни є взуття: міні-чобітки білого кольору з невеликим каблучком.

## Характер
Асуна — добра, чуйна дівчина, готова будь-якої хвилини прийти на допомогу іншим. З моменту початку гри і до зустрічі з «чорним мечником» — Кіріто, Асуна не боялася смерті, проте після зустрічі його промови, які вразили дівчину, вона стала ставитися до себе дбайливіше і серйозніше поставилася до спроб пройти гру. З того дня приєднувалася до рейдів на босів, щоб швидше все це закінчилося. Одна з небагатьох гравців, які користуються в онлайн-грі своїм справжнім ім'ям. Саме завдяки своїй наполегливості та впевненості Асуна досягає всіх намічених цілей та залишається живою.
Горда леді, яка любить похвалитися своїми навичками, серед яких: приголомшливий рівень готування та володіння рапірою.